# A Perfect Day Elise
«A Perfect Day Elise» —en españolː Un día perfecto Elise— es una canción de la cantante y compositora británica PJ Harvey, publicada por Island Records el 14 de septiembre de 1998 como el primer sencillo encargado de promocionar Is This Desire? su cuarto álbum de estudio. El tema se convirtió en el mayor éxito de Harvey en el Reino Unido, alcanzando el puesto 25 en dicho país y logrando posicionarse en el número 33 del Billboard Modern Rock Tracks en Estados Unidos.

## Historia, grabación y temática
«A Perfect Day Elise» fue escrita por PJ Harvey y registrada durante las sesiones de grabación de Is This Desire? junto con el resto de las canciones del álbum, entre el período que comprende 1997 y 1998 en los Small World Studios en Yeovil y en los Whitfield Street Studios en Londres, y fue coproducida por ella junto a Flood y Steve Osborne. El contenido lírico de «A Perfect Day Elise» habla de un acosador obsesionado con Elise. La canción, como la mayoría de las pistas del disco, cuenta la historia de una mujer

## Publicación y rendimiento en las listas
La canción fue publicada el 14 de septiembre de 1998, dos semanas antes del lanzamiento de Is This Desire?; fue editado por Island en formatos de sencillo en CD y vinilo de 7"; los diferentes soportes físicos publicados en diversos países trajeron consigo los lados B «The Northwood», «Sweeter Than Anything» y «The Bay». La fotografía de la portada del sencillo, tomada en blanco y negro por Maria Mochnacz, muestra a Harvey de espalda con un velo blanco en la cabeza y mirando a la cámara sosteniendo un objeto en sus manos; el diseño del arte del disco también estuvo a cargo de Mochnacz junto a Rob Crane.
Pese a las reacciones mixtas tanto de críticos como de sus propios seguidores respecto al cambio de sonido mostrado en Is This Desire?, «A Perfect Day Elise» se convirtió en el mayor éxito de Harvey desde «Down by the Water»: logró ingresar en las listas de sencillos de Australia, Canadá y Alemania, en Estados Unidos alcanzó el número 33 del Billboard Modern Rock Tracks y en su país alcanzó el puesto 25 en la lista de sencillos del Reino Unido, el más alto de su carrera.

## Recepción de la crítica
En su reseña de Is This Desire?, James Oldham, de NME, escribió que la canción «da una idea de lo que está por venir, pero incluso su ímpetu retumbante y percusión sobrecargada no es preparación para la brutalidad de las canciones que siguen», mientras que en su crítica para The New York Times, Robert Christgau describió la canción como «el sencillo uptempo del álbum»; sin embargo, también afirmó que la canción «no posee rock en ningún lado». Paul Verna de Billboard comparó el tema con otras canciones contemporáneas de U2 que también fueron producidas por Flood. Según las autoras del libro Disruptive Divas: Feminism, Identity and Popular Music (Divas disruptivas: Feminismo, identidad y música popular), Lori Burns y Melisse Lafrance, las voces de Harvey se graban «con el efecto de que está encerrada, mientras que su voz también se superpone doblando una octava».
En retrospectiva, el sitio Hipersónica escribió que en la canción «Harvey al menos deja ver las pretensiones de hacer un disco mucho más electrónico».

## Vídeo musical
El vídeo musical de «A Perfect Day Elise» fue dirigido nuevamente por Maria Mochnaz; comienza con escenas de una playa y tomas de casas y edificios, posteriormente se ve a Harvey interpretar la canción en lo que parece ser un hotel, mientras lo hace se muestran tomas de personas inmóviles, intercalándose con escenas en las que Harvey canta el tema en una habitación, para terminar parándose frente a un hombre, en el que se puede ver el rostro de ella reflejado en la pupila de él.

## Lista de canciones
Todas las canciones han sido escritas por PJ Harvey.
| Sencillo en CD en Reino Unido, Alemania y Australia 1 1. «A Perfect Day Elise» - 3:08 2. «The Northwood» - 1:53 3. «Sweeter Than Anything» - 3:11 Sencillo en CD en Reino Unido, Alemania y Australia 2 1. «A Perfect Day Elise» - 3:08 2. «The Bay» - 3:09 3. «Instrumental #3» - 1:02 CD promocional en Reino Unido 1. «A Perfect Day Elise» - 3:08 2. «The Northwood» - 1:53 3. «Sweeter Than Anything» - 3:11 4. «The Bay» - 3:09 5. «Instrumental #3» - 1:02 | Sencillo en CD promocional y VHS promocional en Reino Unido 1. «A Perfect Day Elise» - 3:08 Sencillo en CD promocional en Estados Unidos 1. «A Perfect Day Elise» (Single version) - 3:03 2. «A Perfect Day Elise» (Research hook) - 0:10 Vinilo de 7" en el Reino Unido Lado A 1. «A Perfect Day Elise» - 3:08 Lado B 1. «Sweeter Than Anything» - 3:11 2. «Instrumental #3» - 1:02 |

## Posicionamiento en las listas
| País           | Lista (1998)                    | Posición |
| -------------- | ------------------------------- | -------- |
| Australia      | Australian ARIA Singles Chart   | 83       |
| Canadá         | Canadian RPM Top 100            | 15       |
| Francia        | French Singles Charts           | 70       |
| Reino Unido    | UK Singles Chart                | 25       |
| Estados Unidos | US Billboard Modern Rock Tracks | 33       |